# Leslie Stewart
Leslie Stewart is een personage uit de Amerikaanse soapserie Dallas. De rol werd vertolkt door actrice Susan Flannery. Flannery werd aan boord gehaald tijdens het vierde seizoen en verscheen voor het eerst op 30 januari. Ze bleef elf afleveringen tot aan het einde van het seizoen. Na de openingstune van de show verscheen haar naam als een van de hoofdrollen op het scherm.

## Personagebeschrijving
Leslie Stewart is een P.R. vrouw die van de Oostkust komt en in Dallas haar praktijk wil uitbouwen. Ze komt eerst in contact met Bobby Ewing en gaat dan al snel voor J.R. werken om zijn imago op te poetsen nadat hij in ongenade gevallen is bij zijn concullega’s van het oliekartel. J.R. is meteen aangetrokken tot haar en nog meer door het feit dat zij de boot af houdt. Leslie heeft een affaire maar blaast die al snel af nu ze zich op J.R. focust.
Terwijl Leslie artikels publiceert in de grote nationale kranten laat J.R. de regering van een Zuidoost-Aziatisch land omver gooien om zo een groot oliecontract terug binnen te halen. Leslie beseft dat alles wat ze doet in het niets vervalt met wat J.R. zelf presteert en geeft haar ontslag. J.R. wil dit echter niet aanvaarden en zegt dat hij haar toch nodig heeft voor zijn public relations. Leslie neemt haar gesprekken met J.R. op. Hij maakt steeds avances, maar zij zegt dat ze hier wel aan wil toegeven, maar niet zolang hij nog getrouwd is. Jordan Lee en Marilee Stone van het kartel stellen een nieuw project voor in de dagbouw, Leslie zegt dat het niet goed voor het imago van Ewing Oil zou zijn, waarop het kartel kwaad van de vergadering weggaat. Hoewel J.R. erg rustig bleef bij de bespreking leest hij Leslie de les als ze alleen zijn dat ze nooit meer zoiets moet proberen. Ook Jock Ewing is razend op Leslie als hij een kwade telefoon krijgt van het kartel en leest op zijn beurt J.R. de les. Leslie doet er nog een schepje boven op door een artikel over de dagbouw in de krant te laten plaatsen waardoor J.R. opnieuw in een lastig parket komt, maar zoals steeds wurmt hij er zich goed uit.
Dan duikt Leslie's ex-man op in Dallas en het is al snel duidelijk dat de twee niet met ruzie uit elkaar gegaan zijn. Bij een bezoekje van J.R. ligt hij zelfs in bed en hoort hij de conversatie tussen de twee waarin Leslie opnieuw zegt dat ze niets kan zolang J.R. getrouwd is. Cliff Barnes ontdekt dat J.R. achter de contrarevolutie in Zuidoost-Azië zat en daagt hem voor de rechter. Leslie laat aan Jeremy Wendell, hoofd van WestStar Oil, weten dat ze bezwarende informatie heeft over de contrarevolutie in ruil voor een plaats bij het bedrijf. Leslie wordt opgeroepen als getuige en laat haar opnames horen waaruit blijkt dat J.R. achter de revolutie zat. J.R. heeft echter alles voorbereid en zegt dat hij dit toegegeven heeft om indruk op haar te maken. J.R. wordt vrijgesproken en koestert geen wrok ten opzichte van Leslie en zegt haar dat hij net hetzelfde gedaan zou hebben. Hij zegt dat hij haar nog steeds wil en zij beantwoordt dit met een kus. Maar ze beseft toch dat haar spel uitgespeeld is in Dallas en verhuist naar New York.